# Carlos Fino
Carlos Alberto Gonçalves Fino (São Sebastião da Pedreira, Lisboa, Portugal, 24 de dezembro de 1948) é um antigo jornalista português. Atualmente, está aposentado da vida jornalística, sendo que começou a trabalhar nessa área em 1970.

## Biografia
No início da década de 1970, perseguido pela polícia política portuguesa PIDE, devido à sua participação no movimento estudantil (foi membro da Direção da Associação de Estudantes da Faculdade de Direito de Lisboa) e no movimento da Oposição democrática ao regime salazarista como militante do Partido Comunista Português, Carlos Fino abandona clandestinamente o Portugal, dirigindo-se para Paris.
Mais tarde, segue para Bruxelas, onde obtém o estatuto de refugiado das Nações Unidas e cursa Direito na ULB (Université Libre de Bruxelles). Depois, segue para Moscovo, cidade em que começa a sua carreira profissional, trabalhando como locutor de rádio internacional e tradutor.
Em 1974, regressa a Portugal, onde trabalha na agência Nóvosti e começa a colaborar com vários jornais nacionais e com a antiga Emissora Nacional (EN).
Em finais de 1975, volta a Moscovo, agora na qualidade de correspondente credenciado da EN, antecessora da RDP - Rádio Difusão Portuguesa. Entretanto, começa a colaborar também com a RTP, televisão pública portuguesa, para a qual assegura  a cobertura dos Jogos Olímpicos de Moscovo de 1980.
É ao serviço da RTP que Carlos Fino atinge o auge da sua carreira, tendo sido, na década de 1980, repórter, repórter parlamentar, comentador, apresentador de diversos serviços noticiosos, como o Telejornal, correspondente internacional e correspondente de guerra.
Em 1989, sempre ao serviço da RTP, Carlos Fino ruma de novo a Moscovo, onde abre e dirige a delegação da televisão pública portuguesa e cobre toda a transformação que haveria de conduzir ao colapso da URSS e ao fim dos regimes comunistas da Europa de Leste. Foram dele as reportagens sobre as quedas dos regimes e as primeiras eleições democráticas na Roménia, Checoslováquia, República Democrática da Alemanha, Polónia, nos países bálticos e Hungria.
Além de Moscovo, Carlos Fino foi ainda correspondente e chefe da delegação da RTP em Bruxelas (1995-1998) e em Washington (1998-2000).
Regressado a Lisboa no ano 2000, Carlos Fino foi sub-diretor de Informação, coordenador e apresentador do Jornal 2, da RTP2.
Como correspondente de guerra, Carlos Fino assegura, no início dos anos 90, a cobertura de diversos conflitos na periferia da ex-URSS: Abkhásia, guerra civil da Geórgia, Nagorno-Karabakh (enclave sob domínio arménio na república do Azerbaijão), Moldávia (conflito da Transnístria) e Chechénia. Cobriu também a entrada dos mujahideen em Cabul (1992), depois da retirada das tropas soviéticas.
Ainda nesta qualidade, nos anos 2000, assegura a cobertura dos conflitos do Médio Oriente (ocupação israelita dos territórios palestinos), guerra civil na Albânia, Afeganistão (ataque norte-americano contra os Taliban depois dos atentados de 11 de setembro de 2001) e a Guerra do Iraque (2003).
Pela excelente repercussão mediática que a cobertura da RTP no Iraque teve no Brasil (via RTP Internacional e TV Cultura de São Paulo), Carlos Fino foi convidado, a seguir ao conflito, a deslocar-se àquele país, onde proferiu palestras nas Faculdades de Comunicação de universidades de várias cidades, designadamente Fortaleza, Natal, São Paulo, Rio de Janeiro e Brasília.
Na capital brasileira, Carlos Fino foi recebido no Planalto pelo Presidente Lula da Silva, integrando o primeiro grupo de correspondentes internacionais a avistar-se com o então recém-eleito chefe de Estado brasileiro.
Em 2004, Carlos Fino publica, com a chancela da Verbo, "A Guerra em Directo", livro em que passa em revista a sua experiência como repórter de guerra em diferentes cenários. O livro, que foi "best-seller" em Portugal. A edição brasileira do livro foi lançada sob o título "A Guerra ao Vivo".
Entre 2004 e 2012, Carlos Fino foi conselheiro de imprensa da Embaixada de Portugal no Brasil, tendo, no âmbito dessas responsabilidades,  mantido um programa de rádio semanal na Brasília Super-Rádio FM e participado, como consultor e apresentador (juntamente com o jornalista brasileiro Paulo Markun), de uma série de 13 programas de televisão - "Lá e Cá" - uma coprodução da TV Cultura de São Paulo com a RTP2.
Ao longo da sua carreira de quase quatro décadas como comunicador, Carlos Fino foi distinguido com diversos prémios, entre os quais se destacam o Grande Prémio de Jornalismo do Club Português de Imprensa (1994), pela cobertura do colapso dos regimes comunistas e da primeira guerra da Chechénia, o Troféu Gazeta de Mérito do Clube de Jornalistas (2003/2004) pela cobertura da Guerra do Iraque e um Reconhecimento pela National Academy of Television Art and Sciences, de Nova Iorque, pela cobertura da guerra no Afeganistão.
Em 2004, o jornalista foi condecorado pelo Estado português com a Ordem do Infante D. Henrique no grau de Comendador e distinguido com o título de Cidadão Honorário de Brasília.
Carlos Fino, que se aposentou em 2013, costuma ser lembrado como "aquele repórter do furo mundial", por ter sido o primeiro a anunciar, com imagens ao vivo, o bombardeamento de Bagdade na Guerra do Iraque (2003), levando a televisão pública portuguesa RTP a superar estações concorrentes muito mais poderosas, como a CNN, a BBC e a SKY. Na altura, o jornal Correio Braziliense titulou na primeira página: "Fino, o português que furou a CNN".
Reconhecendo o valor da sua larga experiência como jornalista - repórter, correspondente internacional e correspondente de guerra, a Universidade de Brasília (UnB) atribuiu a Carlos Fino, em novembro de 2013, o título de "Notório Saber" em Comunicação, que no Brasil é legalmente equiparado a um doutorado.
Entre 2013 e 2018, já aposentado, Carlos Fino estudou nas Universidades do Minho - UMinho (Portugal) e Brasília - UnB (Brasil), tendo concluído o seu doutoramento em Ciências da Comunicação no dia 29 de abril de 2019, em Braga. Raízes do Estranhamento: a (in)comunicação Portugal-Brasil, a tese que defendeu perante um júri universitário misto luso-brasileiro foi aprovada com distinção.

### RTP1
- 1980 - 1986 - Telejornal

### RTP2
- 2003 - 2005 - Jornal 2
- 2010 - Lá e Cá

## Livros
- 2004 - A Guerra em Directo
- 2021 - Portugal-Brasil - Raízes do Estranhamento